# Phintella arenicolor
Phintella arenicolor là một loài nhện trong họ Salticidae.
Loài này thuộc chi Phintella. Phintella arenicolor được Grube miêu tả năm 1861.